# Paola del Medico
Paola del Medico (San Gallo, 5 ottobre 1950) è una cantante svizzera.

## Biografia
Uno dei suoi maggior successi è la reinterpretazione in tedesco della canzone di Roy Orbison, Blue Bayou.
Ha partecipato due volte all'Eurovision Song Contest, nel 1969 con Bonjour, bonjour giungendo al quinto posto e nel 1980 con Cinéma classificandosi al quarto. Nel 1977 ha partecipato alla selezione svizzera per l'Eurofestival con Le livre blanc, ma senza riuscire a strappare il biglietto per la manifestazione.
Un altro suo grande successo risale al 1983, Träume mal schön von Hawaii.

## Vita privata
Paola è vedova di Kurt Felix, conduttore televisivo svizzero, morto il 16 maggio 2012 dopo una lunga malattia. Per molti anni i due avevano vissuto nelle loro proprietà in Svizzera e Italia.

## Discografia essenziale

### Singoli
- Für alle Zeiten 1968
- Regentropfen 1968
- Bonjour, Bonjour 1969
- Stille Wasser die sind tief 1969
- So ist das Leben 1970
- Für uns beide (Green Green Trees) 1970
- Glück und Leid 1970
- Emporte-moi sur ton manège 1970
- So wie du 1971
- Überall ist Liebe 1971
- Lass die Liebe besteh'n 1972
- Es geht um dich - es geht um mich (I'm On My Way) 1972
- Ich tanz' nach deiner Pfeife (The Pied Piper) 1973
- Ich gestehe alles 1973
- Capri-Fischer 1974
- Addio, mein Napoli 1974
- Das Glück im Leben ist ein Schatz 1975
- Weisse Rosen aus Athen 1975
- Rendezvous um vier 1975
- Schade um den Mondenschein 1976
- Le livre blanc 1977
- Morgen bekommst du mehr von mir 1977
- Lonely blue boy 1977
- Blue Bayou 1978
- Ich bin kein Hampelmann (Substitute) 1978
- Vogel der Nacht 1979
- Wie du (Bright eyes) 1979
- Ich sehe Tränen wenn du lachst 1980
- Cinéma 1980
- Mit dir leben (Love me tender) 1980
- Der Teufel und der junge Mann 1980
- Liebe ist nicht nur ein Wort 1981
- Mein Geschenk für dich (Happy everything) 1981
- Wenn du heimkommst 1982
- Peter Pan 1982
- Ich hab in's Paradies gesehn (I've never been to me) 1982
- Träume mal schön von Hawaii 1983
- Bitte hilf mir heute nacht 1983
- Rosafarben (Sarà quel che sarà) 1983
- Engel brauchen Liebe 1984
- Die Nacht der Nächte 1984
- Mode 1985
- Wahrheit & Liebe 1985
- Am Anfang einer neuen Liebe 1986
- Die Männer im allgemeinen 1987
- Rose der Nacht 1989